# Dashi, Guangdong
Dashi (kinesiska: 大石) är ett stadsdelsdistrikt (jiedao) i sydöstra Kina. Det ligger i stadsdistriktet Panyu i provinshuvudstaden Guangzhou i provinsen Guangdong, omkring 13 kilometer söder om centrala Guangzhou. Antalet invånare är 116 107. Befolkningen består av 51 822 kvinnor och 64 285 män. Barn under 15 år utgör 12,0 %, vuxna 15-64 år 84 %, och äldre över 65 år 3,0 %.